# Janata Dal
 (janvier 2022).
Si vous disposez d'ouvrages ou d'articles de référence ou si vous connaissez des sites web de qualité traitant du thème abordé ici, merci de compléter l'article en donnant les références utiles à sa vérifiabilité et en les liant à la section « Notes et références ».
Le Janata Dal est un ancien parti politique indien créé le 11 octobre 1988 par la fusion d'une partie du Janata Party avec le Lok Dal, le Congrès (S) et le Jan Morcha. 
Le Janata Dal est victime de nombreuses scissions après sa perte du pouvoir en 1998.

## Histoire
Le Janata Dal arrive au pouvoir après les élections de 1989 perdues par le Congrès de Rajiv Gandhi à la suite de l'affaire Bofors. Une coalition, le Front national, est formée par le Janata Dal et d'autres petits partis et est soutenue par le Front de gauche et le BJP. V. P. Singh devient Premier ministre de l'Inde.
Toutefois, en novembre 1990, la coalition s'effondre et Singh est remplacé par Chandra Shekhar, à la tête d'un gouvernement mené par une scission du Janata Dal, le Samajwadi Janata Party, et soutenu par le Congrès national indien.
Après un passage dans l'opposition entre 1991 et 1996, le Janata Dal est de nouveau au pouvoir au sein de la coalition du Front uni et avec le soutien extérieur du Congrès. H. D. Deve Gowda est Premier ministre jusqu'à ce que le Congrès retire son soutien en 1997. Gowda est remplacé par Inder Kumar Gujral jusqu'en 1998 où ce dernier perd sa majorité parlementaire et le Janata Dal est remplacé au pouvoir par le BJP.

## Scissions
Après sa perte du pouvoir, le Janata Dal subit de nombreuses scissions jusqu'à sa dissolution en 1999. Les partis qui en sont issus sont les suivants :
- le Samajwadi Party, aujourd'hui un des deux partis majeurs de l'Uttar Pradesh ;
- le Janata Dal (United), un parti majeur au Bihar ;
- le Biju Janata Dal, un parti majeur de l'Odisha ;
- d'autres partis qui ont depuis perdu en importance, comme le Samta Party, le Rashtriya Janata Dal au Bihar ou le Janata Dal (Secular) au Karnataka.